# 阿瑪蒂爾
阿瑪蒂爾Amdír，是英國作家約翰·羅納德·瑞爾·托爾金的奇幻小說世界，中土大陸的人物。他只在《未完成的故事》一書中出現，是當時稱Lórinand的羅斯洛立安的領主。他的兒子是與寧若戴爾Nimrodel相愛的安羅斯Amroth。他有時又稱為Malgalad。
阿瑪蒂爾原本是第一紀元精靈王國多瑞亞斯Doriath的一名精靈，在憤怒之戰後到達伊利雅德建立統治。他在沒有統治者的羅瑞安西爾凡精靈中建立了統治，就在差不多同期建立在巨綠森統治的歐瑞費爾南邊。
阿瑪蒂爾的一生並未詳細提及，但可知他曾加入精靈及人類最後同盟。在這次戰爭中，他與歐瑞費爾拒絕受吉爾加拉德的指揮，並保持獨立。他的部隊輕裝作戰，結果與歐瑞費爾在第二紀元3434年的達哥拉平原一戰中，遭到敵軍擊敗，並被驅趕至死亡沼澤，阿瑪蒂爾與他大部份部隊均被殺害。由他的兒子，安羅斯繼承了羅斯洛立安領主之位。